# Heinrich von Rustige

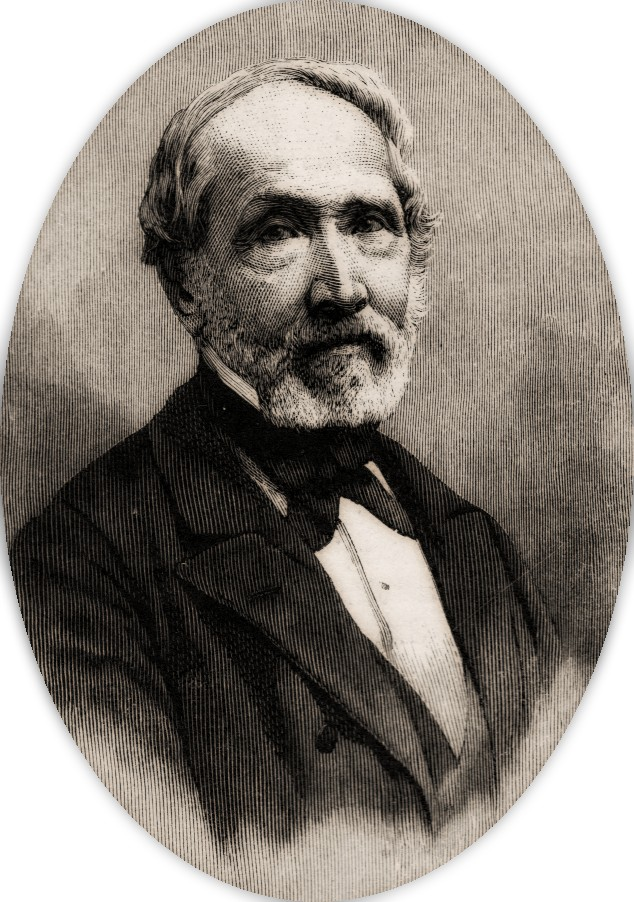
Heinrich Franz Gaudens von Rustige

Heinrich Franz Gaudenz Rustige, ab 1867 von Rustige (* 12. April 1810 in Werl; † 15. Januar 1900 in Stuttgart), war ein deutscher Maler.

## Leben und Werk

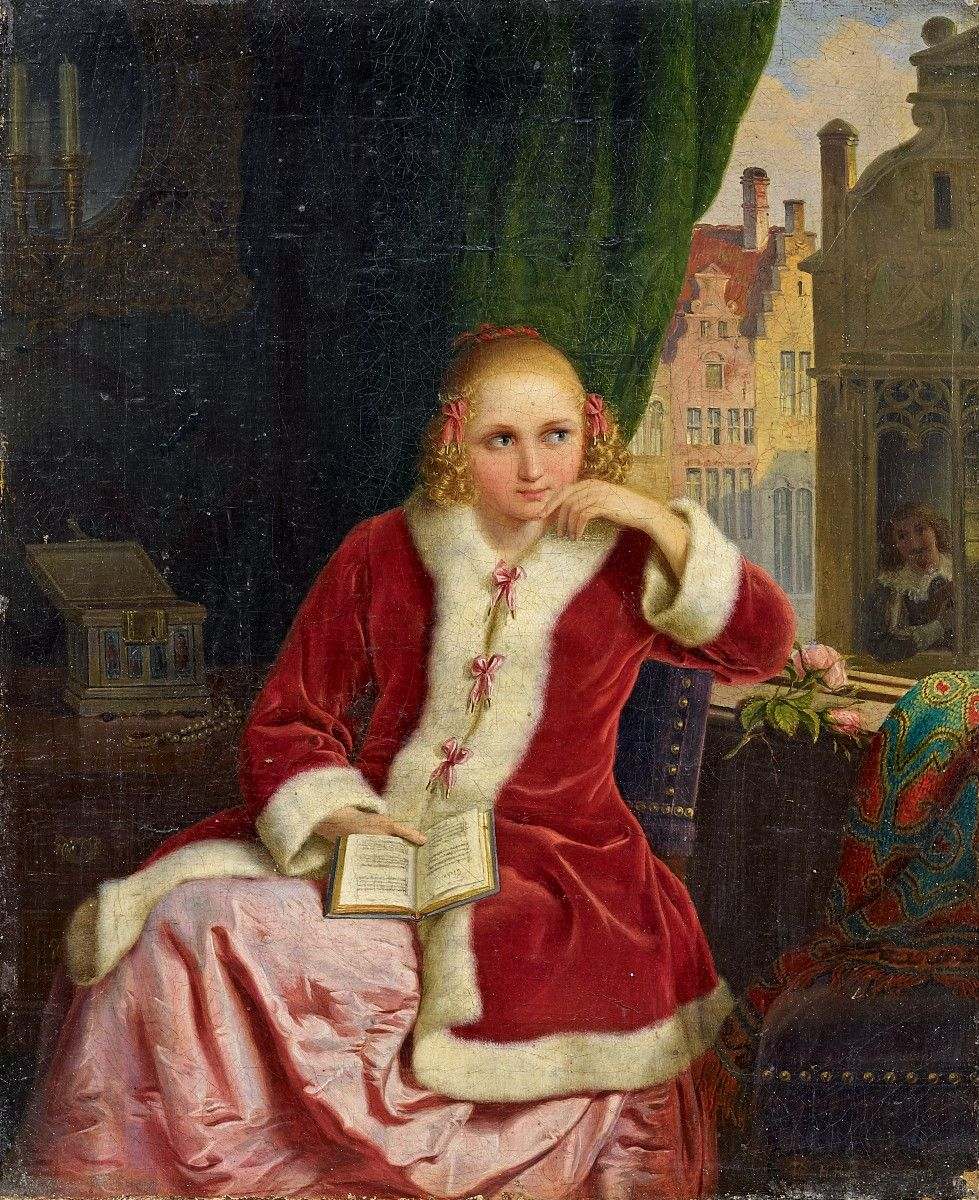
Heinrich von Rustige: Der Liebesroman, 1843

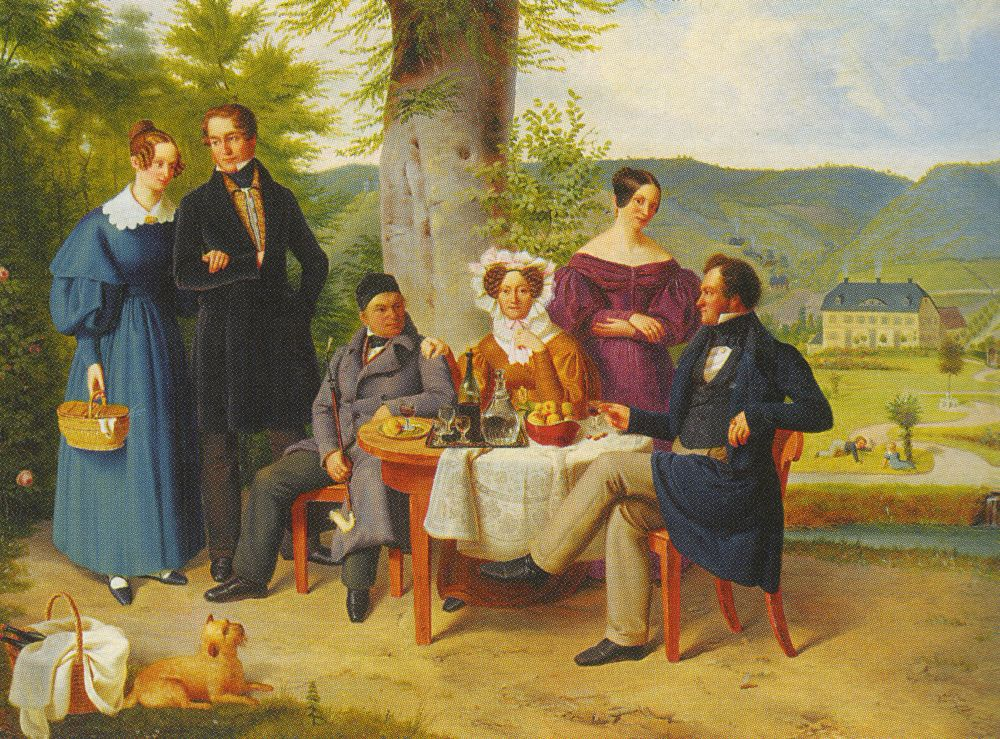
Heinrich von Rustige: Die Eau de Cologne-Familie Farina vor ihrem Landsitz Hagerhof bei Bad Honnef, 1837

Werl, Stadtansicht von 1860

Rustige war ein Schüler von Wilhelm von Schadow an der Kunstakademie in Düsseldorf, die er ab 1828 besuchte. An Ausstellungen beteiligte er sich dort ab 1832.
1836 siedelte er nach Frankfurt am Main über und unternahm von dort aus Studienreisen nach Wien und Ungarn, später nach Dresden, Berlin, Frankreich und England.
Ab 1845 unterrichtete er als Professor an der Kgl. Kunstschule in Stuttgart.  „Mit der Person Rustiges… trat dem vorherrschenden Spätklassizismus ein selbstbewusster, ja geradezu frecher Vertreter einer neuen Generation entgegen. Von ihm gingen bis 1887 als Professor und darüber hinaus als Freund des Kronprinzen Karl als  Autor und Theaterschriftsteller, sowie von 1859–1897 als Hofgemäldeinspektor wichtige Impulse aus.“
Die Gemäldegalerie, die  plastische und die Kupferstich-Sammlung,  waren ab 1843 mit der Kunstschule in einem gemeinsamen Gebäude in der Stuttgarter Neckarstraße untergebracht.
1865–1866 ließ sich Rustige von Christian Friedrich von Leins in Stuttgart ein Haus in der Neckarstraße 53 erbauen, das 1951 abgebrochen wurde.
1887 gab er seine Lehrtätigkeit auf, führte jedoch sein Amt als „Galeriedirektor“ noch zehn Jahre weiter.
Zu seinem 80. Geburtstag feierte man ihn als „Nestor der deutschen Maler.“
Rustige hat Historien- und Genrebilder, Landschaften und Porträts gemalt und darin eine Geschicklichkeit in der Anordnung und Ausführung, fleißiges Studium und lebendigen Sinn für Charakteristik gezeigt.
Von seinen Gemälden sind das Gebet beim Gewitter (Verlust im Zweiten Weltkrieg) und die Überschwemmung (Nationalgalerie Berlin), Herzog Alba im Schloss zu Rudolstadt (Galerie zu Stuttgart), Überführung der Leiche Kaiser Ottos III. nach Deutschland und Friedrich II. und sein Hof in Palermo sowie „Zwei Italienerinnen“ (Städtisches Museum Werl) hervorzuheben. Im Werler Museum befindet sich auch die größte ausgestellte Sammlung des Künstlers. Im Museum Kunstpalast in Düsseldorf befinden sich Bildnisse der Düsseldorfer Malerschule von 1835.
Rustige ist auch als Dichter bekannt geworden. Einem Band lyrischer Gedichte (1845) folgten die historischen Dramen „Filippo Lippi“ (1851), „Attila“ (1853), „Konrad Widerhold“ (1856), „Kaiser Ludwig der Bayer“ (1860) und „Eberhard im Bart“ (1863) sowie die zum Teil humoristischen „Reime und Träume im Dunkelarrest“ (Stuttgart 1876).

## Ehrungen, Nobilitierung, Mitgliedschaften
Heinrich von Rustige wurde 1867 mit dem Ehrenritterkreuz des Ordens der Württembergischen Krone ausgezeichnet, welches mit dem persönlichen Adelstitel verbunden war.
Für seine Verdienste um Kunst und Wissenschaft wurde er 1890 zum Ehrenbürger der Stadt Werl ernannt.
Rustige war seit der Gründung 1850 Mitglied in der Stuttgarter Künstlergesellschaft Das Strahlende Bergwerk.

## Dichterisches Werk
- Gedichte, Frankfurt am Main: Sauerländer 1845.
- Filippo Lippi. Drama in 5 Akten, Erstaufführung am 19. September 1851 im Hoftheater Stuttgart, Druck: Stuttgart: Zu Guttenberg 1851,[12] Stuttgart: Köhler 1852.
- Attila [Drama in 5 Akten], Stuttgart 1853.
- Konrad Widerhold. Dramatisches Charakterbild in 5 Akten, Stuttgart: Bach 1856.
- Toast der Stadt Bingen bei Gelegenheit der Künstlerversammlung am 30. September, Bingen: Gunst 1856.
- Kaiser Ludwig der Bayer. Historisches Schauspiel in 5 Akten, Stuttgart: Schweizerbarth 1860.
- Eberhard im Bart. Historisches Schauspiel in 5 Akten, Stuttgart: Schweizerbarth 1863.
- Reime und Träume im Dunkelarrest, Stuttgart: Lerg und Müller [1876].
- Das Poetische in der bildenden Kunst, Stuttgart: Langenmüller 1876 (= Neue illustrierte Volksbibliothek II,1).
- Der Maler in Uniform. Erinnerungen an das Soldatenleben [Roman]. Illustr. von E. Rumpf, Stuttgart: Krabbe 1890.